# Maria Larisch

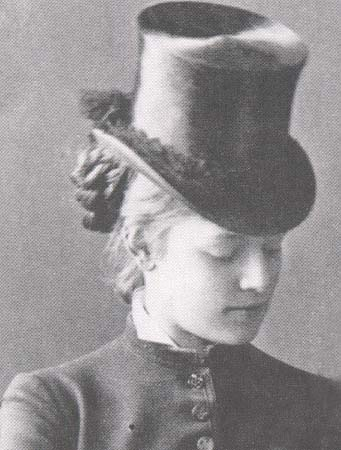
Maria Larisch von Wallersee

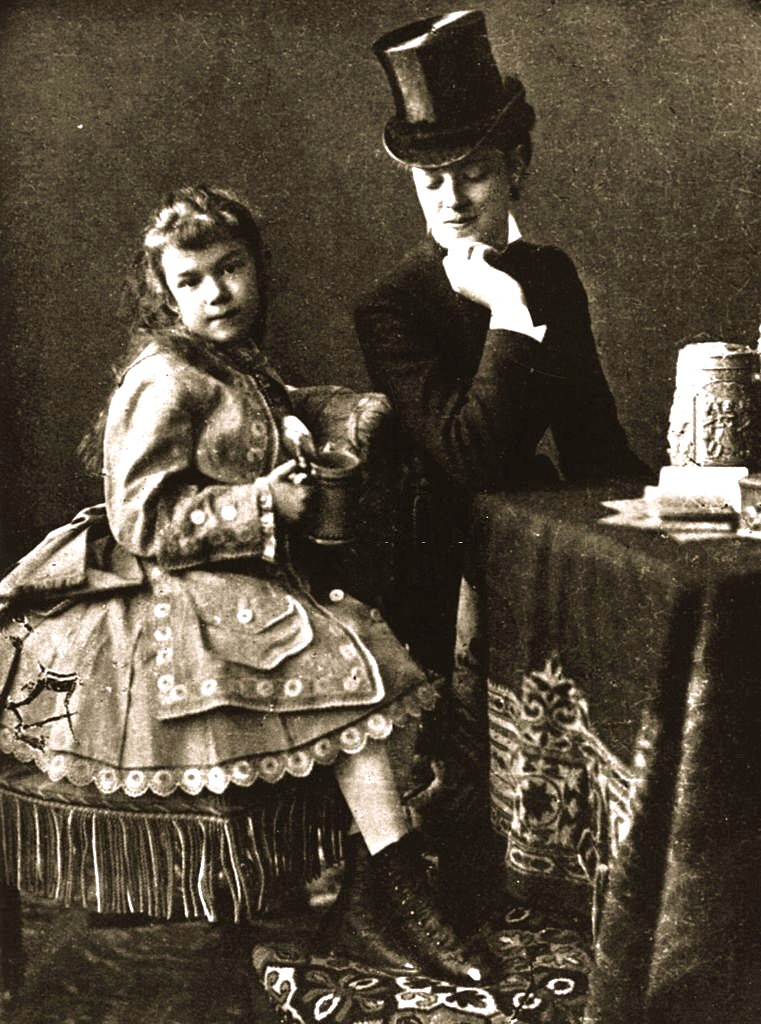
Maria Larisch von Wallersee z Marią Valerią

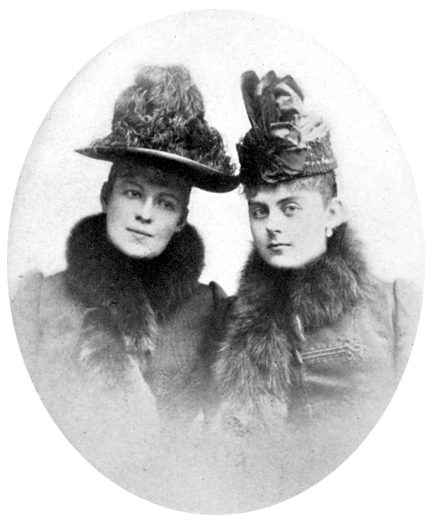
Maria Larisch von Wallersee (z lewej) i Maria Vetsera (z prawej)

Maria Larisch von Wallersee, urodzona jako Marie Louise Elisabeth Mendel, primo voto Larisch von Moennich, secundo voto Brucks (ur. 24 lutego 1858 w Augsburgu, zm. 4 lipca 1940 w przytułku w Augsburgu) – bratanica cesarzowej Austrii Elżbiety (Sisi)

## Małżeństwo z hrabią Georgiem Larisch-Moennichem
Urodzona jako nieślubna córka Ludwika Wilhelma Bawarskiego, członka bawarskiej rodziny królewskiej, syna księcia Maksymiliana i księżniczki Ludwiki Wilhelminy, oraz aktorki Henrietty Mendel. W roku 1869 została zaproszona przez cesarzową Elżbietę do Wiednia. Za pośrednictwem damy dworu, Marii Festetics, została przedstawiona hrabiemu Georgowi Larisch von Moennichowi, którego poślubiła 20 października 1877 za namową samej cesarzowej. Rodzina Larisch von Moennich była właścicielem majoratu karwińskiego, dóbr w Karwinie i Frysztacie, m.in. frysztackiego pałacu. Zamieszkali w Opawie, gdzie podczas trwania tego małżeństwa urodziło się pięcioro dzieci, jednak tylko dwoje pierwszych dzieci było prawowitymi potomkami hrabiego: Franciszek Józef Ludwik Jerzy Maria, hrabia Larisch von Moennich (1878-1937) i Maria Waleria Franciszka Georgiana (1879–1915)
Maria świetnie jeździła konno. Była znaną osobą w kołach arystokratycznych i szybko znalazła sobie kochanka w osobie Henryka Baltazziego. Z tego związku narodziła się dwójka kolejnych dzieci, które zostały oficjalnie uznane za własne przez ówczesnego męża Marii.

## Związek z aferą w Mayerling
W 1888 roku Maria Larisch przedstawiła Marię Vetsera, kuzynkę Baltazzich, arcyksięciu Rudolfowi, którego małżeństwo ze Stefanią Klotyldą nie układało się dobrze. 30 stycznia 1889 roku Maria Larisch przywiozła młodziutką Marię Vetsera do pałacu Schönbrunn, na potajemne spotkanie z arcyksięciem. Stamtąd Maria Vetsera udała się do pałacyku myśliwskiego w Mayerling, gdzie później dołączył do niej Rudolf. Śmierć Rudolfa i Marii w Mayerling do dzisiaj wzbudza wiele pytań i kontrowersji.

## Po Mayerlingu
Po zdarzeniach w Mayerling, Maria Larisch popadła w niełaskę na dworze cesarskim i wkrótce powróciła sama do Bawarii. Tu w 1894 roku narodziło się jej kolejny syn Fryderyk Karol, co dwa lata później było powodem rozwodu z hrabią Larisch.
W 1897 roku Maria Larisch poślubiła śpiewaka operowego Ottona Brucksa, z którym miała syna Ottona jr. Brucks zmarł w roku 1914 na marskość wątroby. Rok później zmarła najstarsza córka Marii, Maria Waleria, która zaciągnęła się w szeregi sióstr misjonarek i zapadła na chorobę tropikalną. Podczas pierwszej wojny światowej Maria Larisch-Brucks pracowała na froncie wojennym jako siostra Czerwonego Krzyża. W roku 1920 nakręcono film o cesarzowej Sisi, w którym Maria Larisch zagrała samą siebie.
Fragment rozmowy, jaką przeprowadził T.S. Eliot z Marie Larisch znalazł się w pierwszej części jego poematu Ziemia jałowa (1922).
Po wojnie w roku 1924 wyjechała do Ameryki i wyszła za mąż za farmera z Florydy, Williama Henry Mayersa, który sfinansował podróż jej i jej syna, Karla. William okazał się jednak oszustem, który liczył na tytuł i fortunę europejskiej hrabiny. W roku 1926 uciekła od niego do New Jersey i tam pracowała jako kucharka i sprzątaczka. W 1929 roku powróciła do rodzinnego Augsburga. Zmarła w biedzie i zapomnieniu w 1940 roku. Po śmierci gestapo przeszukało jej pokój.
Została pochowana na Cmentarzu Wschodnim w Monachium.